# 圖爾恩塔勒山
46°46′0″N 12°23′0″E / 46.76667°N 12.38333°E

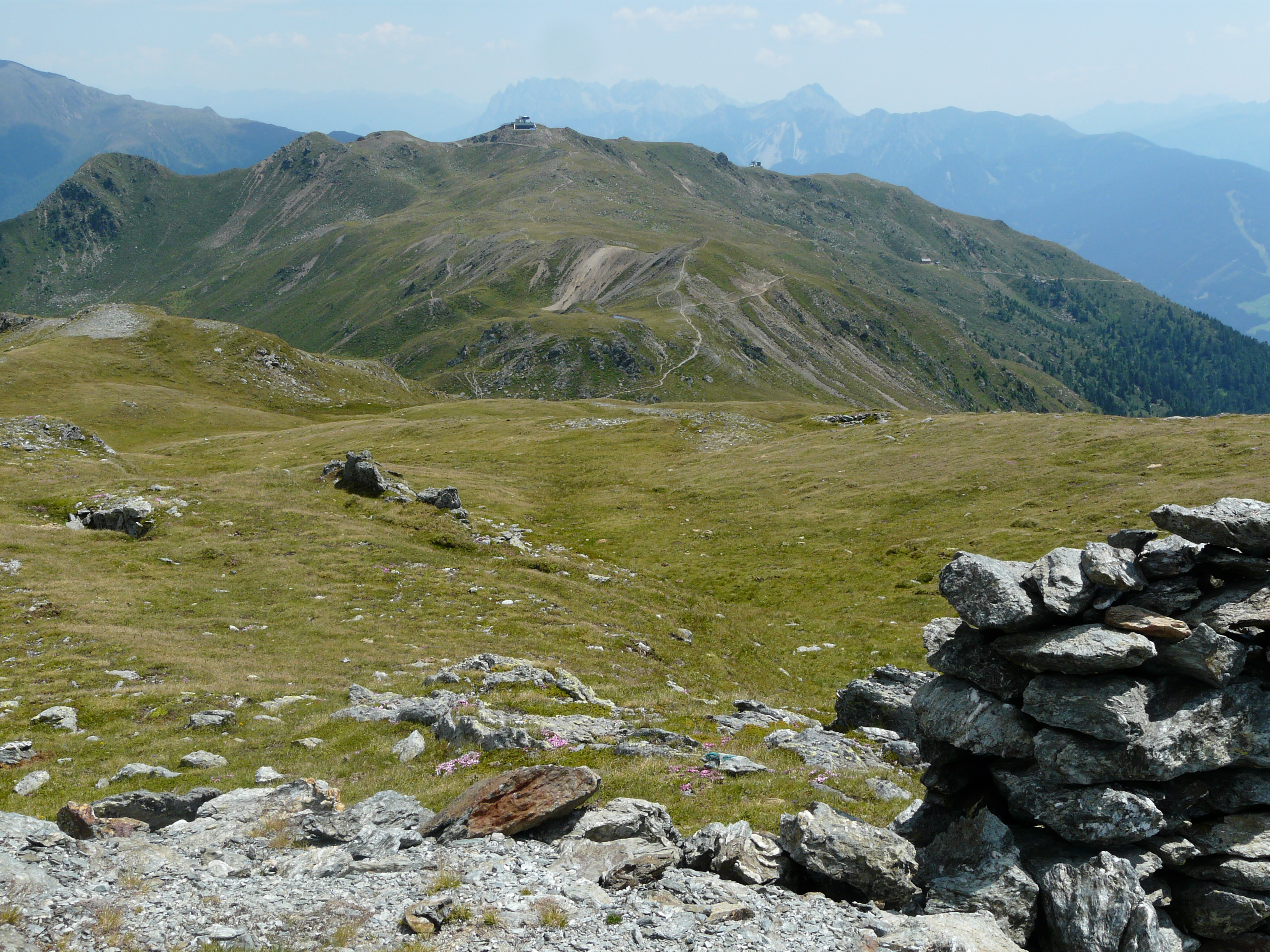

圖爾恩塔勒山（德語：Thurntaler），是奧地利的山峰，位於該國西部，由蒂羅爾州負責管轄，屬於維爾格拉滕山脈的一部分，海拔高度2,404米，每年平均降雨量1,874毫米。